# رنگینک آریارپه
رنگینک آریارپه (نام علمی: Antilophia bokermanni) نام یک گونه از سرده رنگینک‌های کلاه‌خودی است.